# Fanático (canción)
«Fanático» (estilizado en mayúsculas) es una canción de la cantautora argentina Lali, incluida en su sexto álbum de estudio, No vayas a atender cuando el demonio llama (2025). Fue escrita conjuntamente por la intérprete, Martín D'Agosto y Mauro De Tommaso, con quienes ya había trabajado en su anterior álbum Lali (2023), y sumó la incorporación de Isabela Teran Lieban —más conocida como BB Asul— Juan Giménez Kuj y Federico «Don» Barreto, mientras que la producción estuvo a cargo de este último junto a De Tommaso. La canción engloba los géneros pop, pop rock y rock alternativo donde la cantante expresa a través de su letra temas como el amor, el odio, el fanatismo y la obsesión. Su lanzamiento como sencillo principal tuvo lugar el 26 de septiembre del 2024 a través del sello Sony Music. 
La canción recibió elogios por parte de la crítica especializada, quienes elogiaron el sonido, la producción y la incursión de la cantante en el género de rock, y medios como Indie Hoy y Rolling Stone Argentina la consideraron una de las mejores canciones del año. Comercialmente, logró el puesto número cinco de la lista Billboard Argentina Hot 100, por lo que se convirtió en la canción mejor posicionada de Lali, hasta entonces. Por otra parte, recibió tres Premios Gardel, incluyendo un galardón por canción del año.

## Antecedentes y lanzamiento
Tras las elecciones primarias argentinas de 2023, en las que Javier Milei, un candidato de extrema derecha, resultó ganador, Lali expresó su desaprobación en Twitter; calificando el resultado de «peligroso» y «triste». Esto provocó una intensa reacción de Milei y sus partidarios, lo que resultó en acoso y la difusión de información errónea sobre ella. La agenda política de Milei incluía propuestas para derogar el derecho al aborto y prohibir la educación sexual integral, entre otras medidas de conservadurismo social. De acuerdo con Luciana Peker, de Infobae, las palabras de la cantante resonaron en muchos que temían las consecuencias de las políticas del mandatario, y su declaración se convirtió en un punto de referencia para la oposición. A pesar de enfrentar acoso y narrativas falsas sobre sus finanzas, Lali defendió su derecho a expresarse. En el festival Cosquín Rock, modificó la letra de su canción «¿Quiénes son?» para abordar directamente los comentarios despectivos del presidente hacia ella, lo que obtuvo un amplio apoyo de otros artistas y figuras públicas.
En los meses siguientes, Lali publicó una carta abierta dirigida a Milei en la que compartió su trayectoria laboral desde los diez años, detalló toda su carrera y especificó sus éxitos y los logros personales. Si bien manifestó su respeto por la postura del presidente sobre la cultura, criticó la demonización de la industria y la percepción injusta en su discurso. El enfrentamiento mediático fue comparado con otros conflictos similares entre figuras políticas y artistas, como Donald Trump y Taylor Swift en Estados Unidos, y Jair Bolsonaro y Pabllo Vittar en Brasil, según medios como Global Voices, La Nación, Infobae, El País, Página/12 y Rolling Stone.

### Anuncio
El 24 de septiembre de 2024, un cartel publicitario de Spotify con la imagen de Lali fue colocado en la intersección de la Avenida Coronel Niceto Vega y la calle Justiniano Carranza, en Palermo, Buenos Aires. El cartel mostraba la frase «Poné disciplina para entrar en calor», en referencia a su sencillo «Disciplina» lanzado en 2022. Al día siguiente, el cartel apareció vandalizado con grafitis que incluían cuernos de diablo, un bigote y un signo de dólar en el rostro de la cantante. Esto generó una ola de reacciones en redes sociales y especulaciones sobre posibles conexiones con el presidente Javier Milei.
Sin embargo, posteriormente se reveló que el equipo de la cantante había organizado la vandalización como estrategia promocional para su nuevo tema. En el videoclip de la canción, se muestra a Lali vandalizando su propia imagen en el cartel.

## Composición y grabación
La composición de «Fanático» fue influenciada por varios artistas y experiencias personales de Lali. En una entrevista con la revista Shangay, reveló que se inspiró en artistas como Pink, No Doubt con Gwen Stefani, Madonna, David Bowie y Lady Gaga. También mencionó la frase «Para odiar hay que querer» del cantante argentino Pity Álvarez, perteneciente a la canción «Nunca quise» de Intoxicados, como una influencia adicional en su proceso creativo.
El proceso de producción de la canción se basó en la necesidad de expresar la experiencia de Lali con el enfrentamiento con Milei, el acoso continuo y las narrativas falsas hacia su persona. Sin embargo, la cantante enfatizó que el mensaje de la canción es más abierto y no se centra en una persona en particular, ya que no quiso personificarlo en alguien concreto.  Posteriormente, Lali mencionó que Fito Páez le aconsejó no relacionarse directamente con el presidente, sino canalizar su respuesta a través de su arte y música.
«Fanático» fue compuesta por Lali junto con Martín D'Agosto y Mauro De Tommaso, con quienes ya había trabajado en varias canciones de su anterior álbum Lali (2023), y sumó la incorporación de BB Asul, Juan Giménez Kuj y Federico «Don» Barreto, mientras que la producción estuvo a cargo de este último junto a De Tommaso. De acuerdo a la cantante, la incorporación de estos nuevos compositores la ayudó a salir de su «zona de confort» y a encontrar inspiración en otros artistas. La letra de la canción ha sido descrita como «sencilla y muy picaresca» disecciona la cultura de la desinformación, ofrece un agudo comentario sobre la sociedad contemporánea, utilizando la risa y el humor como herramientas para combatir las noticias falsas. Humphrey Inzillo, crítico de la revista Rolling Stone, destacó que la lírica del tema aborda temas como el amor, el odio, el fanatismo y la obsesión, explorando las delgadas líneas entre estos conceptos. Por su parte, Romina Navarro, de Global Voices, señaló que aunque la letra podría referirse a cualquier fanático obsesionado con una estrella, el contexto y las imágenes utilizadas hacen clara la referencia a la confrontación entre Lali y Javier Milei.

## Recepción

### Comentarios de la crítica
En una reseña positiva, Filo News elogió la canción, destacando que «con este nuevo tema, la artista se reinventa en el horizonte musical, desafiando los límites de su propio sonido». Infobae también destacó la canción, señalando que «sin cambiar su esencia desfachatada y popera, Lali exprime como nunca antes su rebeldía y nervio rockero». Irina Avilés Millán, de Los 40, destacó «la estética y el sonido» del sencillo y agregó que «[la] canción que tiene un cierto toque rockero que encaja a la perfección con el mensaje que la protagonista quiere transmitir». Humphrey Inzillo, de la edición argentina de la revista Rolling Stone, sostuvo que «"Fanático" impacta por su sonido rockero, con referencias al sonido alternativo de los 90, sin abandonar la esencia pop». En noviembre, del mismo año, el staff de la revista mencionó a «Fanático» como el tema recomendado del mes.
Noelia Torres, de Tiempo Argentino, describió la canción como el inicio de la «Escándalo era» de Lali, comparándola con el estilo de Taylor Swift. David Montufo, de El Periódico, calificó el tema como «sorprendente». De Indie Club, Lourdes Maidana lo denominó como un «temazo», elogiando su «sonido fresco» y la «producción de primer nivel». Radidja Cieslak, del periódico francés Libération, elogió la canción, escribiendo que «la melodía es frenética, la letra corrosiva, el equivalente a un raid musical»; además comparó la canción con  «Obsessed» de Mariah Carey, la cual respondía a las acusaciones sexistas del rapero Eminem.
El sitio web Indie Hoy la nombró una las mejores canciones del 2024, en la posición número trece del listado anual, argumentando que «[en] su faceta más rockera en un tema que, a la luz del contexto, se interpretó como un mensaje político, demostrando que se pueden librar batallas con sutileza y mucho glam». Por otro lado, Rolling Stone Argentina realizó un repaso de los momentos más destacados del año y otorgó a la canción el título de «Hit del año», destacando su impacto tras su lanzamiento.

### Rendimiento comercial
En Argentina, «Fanático» debutó en el puesto número cinco de la lista Billboard Argentina Hot 100 en la edición del 12 de octubre de 2024, marcándo el primer debut dentro de los primeros diez lugares del listado y, a su vez, se convirtió en la canción mejor posicionada de la cantante desde «N5» en agosto de 2022. De igual manera, se ubicó en el quinto puesto del listado de las canciones más escuchadas de Argentina, creado por la Cámara Argentina de Productores de Fonogramas y Videogramas (CAPIF).
Tras el lanzamiento de No vayas a atender cuando el demonio llama, el álbum logró un impacto significativo en las listas de éxitos, con seis canciones que ingresaron al Argentina Hot 100. Entre ellas, «Fanático», reingresó en la lista en la posición noventa. Posteriormente, la gira musical Lali Tour 2025 produjo un resurgimiento en la popularidad del sencillo dentro del listado, y se convirtió en la canción con mayor cantidad de semanas de la artista en el listado argentino.

## Vídeo musical

El videoclip de «Fanático» fue filmado en un depósito, similar al de la imagen.

### Sinopsis
El video comienza con una figura acercándose a un micrófono, acompañada por una audiencia que grita «Olé, Olé, Olé, Lali». Pronto se revela que la figura no es Lali sino una doble vestida con la indumentaria que utilizó para la presentación de la 26.ª edición de los Premios Carlos Gardel. En la siguiente escena, se muestra a la verdadera Lali sentada en una mesa en un depósito, realizando audiciones para «la nueva Lali». Allí aparecen varios candidatos: una mujer con un traje de cuero rojo que recuerda al atuendo en el videoclip de «Disciplina», un hombre rolinga con una camiseta de «Who the fuck is Lali?» —en español: «Quién carajo es Lali?»— y un tercero, interpretado por el actor argentino Lucas Spadafora, vestido con su famoso disfraz de monja de Esperanza mía.
Durante el coro, la cantante y su banda interpretan la canción, adoptando una estética roquera de los años 90 con atuendos y pelucas, la cual recuerda a Joan Jett de «Bad Reputation». El casting continúa, presentando más candidatos: un barra brava y una drag queen con un atuendo inspirado en el video de la canción «Diva». A continuación, aparece un joven de traje, visiblemente desinteresado, expresa su desdén por estar allí. Más tarde, la candidata vestida con el atuendo de «Disciplina» lo transforma, reapareciendo con una chaqueta platino brillante y sosteniendo un látigo. Posteriormente, ingresa un hombre con chaqueta de cuero que destroza un cartel que dice «Fan #38.900» mientras le grita a Lali, ella procede a comerse tranquilamente un pancho y termina dormida, demostrando aburrimiento. Luego, el barra brava interviene para sacarlo.
La trama continúa con la cantante realizando una rutina de baile con sus bailarines en la parte superior de un camión. Se despliega una bandera con su cara y alguien se acerca a hacerle un grafiti, intercalado con imágenes de la rutina de baile y de los diversos candidatos girando detrás de ella. Hacia el final del video, todas los postulantes participan en un baile animado, lanzándose espuma artificial y confeti. Finalmente, se revela que la persona que vandaliza la foto fue la propia cantante. Esta imagen desfigurada sirvió como la portada real del sencillo.

### Análisis e interpretaciones

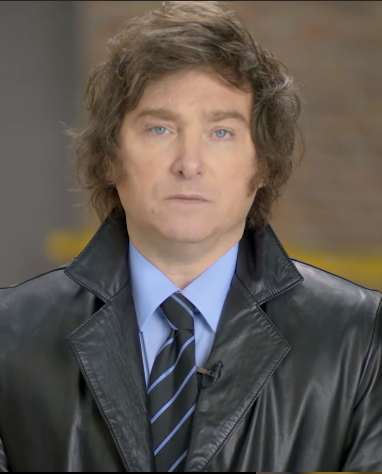
Imagen de Javier Milei que supone una referencia directa del personaje en el videoclip.

El video musical fue objeto de múltiples interpretaciones, y muchos análisis convergieron en temas similares. Mientras que la letra aborda con humor la disputa de Lali con el presidente argentino Javier Milei y el acoso que enfrentó por parte de él, su partido y sus partidarios, el video también hace referencia e incluso «ridiculiza» al presidente.
En cuanto a la ubicación, el clip fue grabado en un depósito, un escenario que fue seleccionado de manera intencional. Esto fue significativo debido a que, en febrero de 2024, Javier Milei apodó a la cantante como «Lali Depósito», sugiriendo que su riqueza provenía de fondos públicos a través de contratos estatales para espectáculos.
Por otro lado, uno de los personajes ha generado gran interés debido a su parecido con el presidente argentino. El personaje en cuestión es un hombre de mediana edad con patillas y campera de cuero, que aparece furioso y gesticulando, algo que recuerda a la personalidad y estilo de Milei. Otra característica que algunos medios han interpretado como parecido es el uso de una peluca negra despeinada, en una clara referencia al apodo «El Peluca» con el que se conoce al político libertario. Este hombre aparece primero derribando un cartel que dice «Fan No. 38.900». Este número es notable porque alude a las aproximadamente 30.000 personas asesinadas o desaparecidas durante la dictadura cívico-militar argentina de 1976-1983, junto con las 8.900 víctimas identificadas documentadas por la Comisión Nacional sobre la Desaparición de Personas (CONADEP). Durante su campaña, Milei había negado repetidamente la existencia de estas 30.000 personas desaparecidas, desestimando los eventos como una mera «guerra», que también respaldó. Por lo tanto, el acto de romper el cartel con la inscripción «38.900» tiene importancia y deja claro que el personaje hacía referencia directa al presidente.
El hombre que audiciona para ser la nueva Lali se conecta con la letra «Su mayor fantasía es algún día ser yo» y algunos sugiriendo que la fijación de Milei en la cantante se debe a su frustración por no lograr un éxito similar artísticamente. Durante su tiempo como presidente, sus acciones desdibujaron las líneas entre sus deberes y ambiciones artísticas; organizó un concierto en el Estadio Luna Park y protagonizó una documental sobre su ascenso al poder. Otro guiño a los comentarios despectivos del líder libertario se produce cuando uno de los concursantes lleva una camiseta con la frase «Who the fuck is Lali?» (en español: «Quién carajo es Lali?»). Esta frase hace eco a los comentarios que Milei hizo en agosto de 2023, afirmando: «No sé quién es Lali. Solo escucho a The Rolling Stones», a pesar de dedicarle varias publicaciones en las redes sociales. En el video, fue utilizado como referencia a una camiseta similar con Mick Jagger de la década de 1970, que se convirtió en un artículo popular en ese momento. De igual manera, muchos lo entendieron como una referencia a Charly García.
Otra figura que llamó la atención es un hombre vestido con traje que fuma un cigarrillo. Su parecido físico con Santiago Caputo, asesor y mano derecha de Milei, también ha sido objeto de diversos comentarios. Además, algunos usuarios de redes sociales han sugerido que esta figura podría también estar inspirada en Iñaki Gutiérrez, exasesor de redes sociales del presidente, conocido por adoptar un estilo similar al de Caputo. Hacia el final del video se concluye con una escena donde Lali y sus fanáticos lanzan espuma artificial o nieve falsa, lo que remite a sus declaraciones de febrero de 2024. En ese momento, Lali describió la hostilidad hacia ella como «espuma» creada por el presidente y sus medios para desviar la atención de problemas más importantes.

### Recepción pública y crítica
En términos generales, la recepción del público y la crítica fue positiva. En las primeras 24 horas posteriores a su lanzamiento, alcanzó aproximadamente un millón de visualizaciones y se posicionó entre los cinco videos musicales más vistos a nivel global en YouTube. Noelia Torres, de Tiempo Argentino, destacó la narrativa del clip y lo comparó con «You Need to Calm Down» de Taylor Swift.

## Impacto

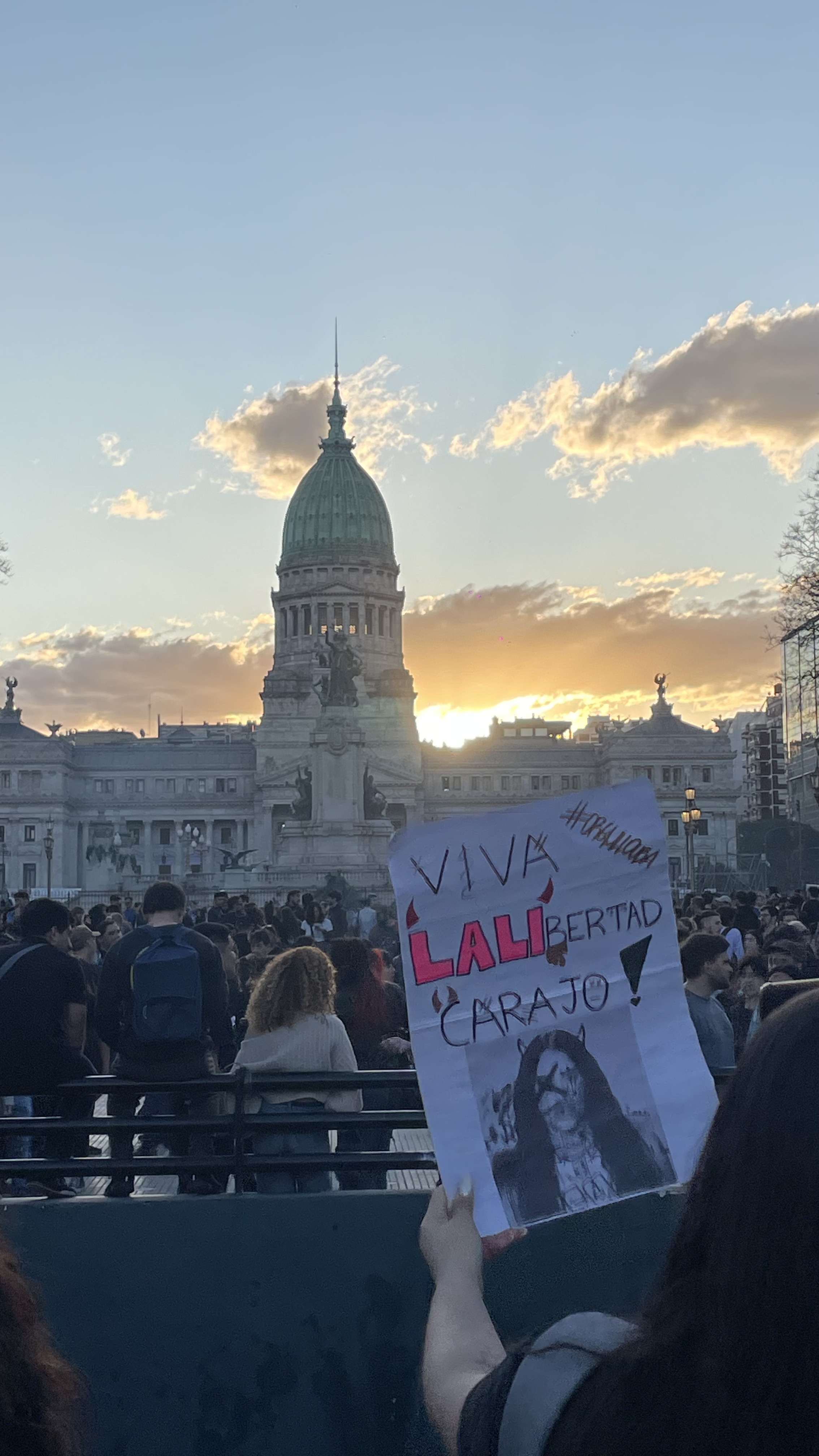
Cartel de protesta sostenido por un manifestante frente al Congreso Nacional durante la marcha universitaria federal en octubre de 2024.

### Impacto en la cultura
El 2 de octubre de 2024, se llevó a cabo la segunda marcha federal universitaria en Argentina, en la que se reclamó un mayor financiamiento para la educación pública nacional, mejoras salariales para el personal universitario y se rechazó un eventual veto del presidente Javier Milei a la Ley de Financiamiento Universitario. En el acto frente al Congreso Nacional, la canción «Fanático» fue utilizada como cierre tras el discurso final de la Federación Universitaria Argentina (FUA), como una crítica musical a las decisiones gubernamentales de Milei. Por otro lado, durante la manifestación, los asistentes exhibieron y utilizaron carteles alusivos a la canción y a la cantante, con lemas como «Aunque te hagas el malo, te falta cariño. Viva Lali carajo» y «¿Quién audita al fan de Lali», entre otros. El 23 del mismo mes, estudiantes de la Universidad Nacional de las Artes (UNA) utilizaron la canción como forma de protesta para visibilizar su lucha contra el desfinanciamiento educativo realizando un flashmob en el hall de la Estación Once —cabecera del Ferrocarril Sarmiento— ubicada en el barrio de Balvanera, Buenos Aires. Durante una entrevista con Infobae, Aluhe Retamar, presidente de UNA Movimiento, explicó el motivo sobre la elección del tema:

«Lo usamos porque va en consonancia con enfrentar la situación. En algún punto, es decir y dejar en claro lo que nosotres vamos a defender y que vamos a ir a fondo con eso. Y Lali es una persona que ha sabido muy bien defender a la cultura hoy día, cuando este gobierno la viene atacando desde el momento en que asumió».
Aluhe Retamar

En el contexto de la 33.ª marcha del Orgullo LGBT de Buenos Aires, realizada el 2 de noviembre de 2024, «Fanático» fue nuevamente utilizada como un himno de protesta y resistencia. Los carteles alusivos a la canción y a la cantante expresaron solidaridad y rechazo frente a la derogación de políticas públicas de género y la disolución de organismos que las llevaban a cabo. Por otro lado, Candela Toledo del periódico argentino Clarín, afirmó que Lali «se convirtió en un símbolo de la marcha».
Además, el 8 de marzo de 2025, en el Día Internacional de la Mujer, el tema fue uno de los temas más entonados durante la movilización en la Plaza de Mayo de Buenos Aires, siendo interpretado en diferentes versiones según múltiples medios de comunicación.

### Análisis académicos
Sebastipan Bottecelli, docente de la Universidad de Buenos Aires (UBA) y en la Universidad Nacional de Tres de Febrero (UNTREF) realizó un análisis sobre la necesidad de repensar las matrices de interpretación tradicionales para comprender los tiempos actuales en Argentina, a través del impacto de «Fanático». Bottecelli sostuvo que la canción, aunque no es tradicionalmente política —como «Se viene el estallido» de Bersuit Vergarabat, o «El mono relojero» de Kapanga, mencionadas por el mismo— tiene un impacto significativo en la imaginación política de la juventud y podría ser un catalizador para la oposición al gobierno de Milei. Por otro lado, menciona que su impacto se evidenció en la marcha universitaria del 2 de octubre de 2024 en Buenos Aires, donde cientos jóvenes cantaron la canción como «himno de protesta».

### Reacciones políticas

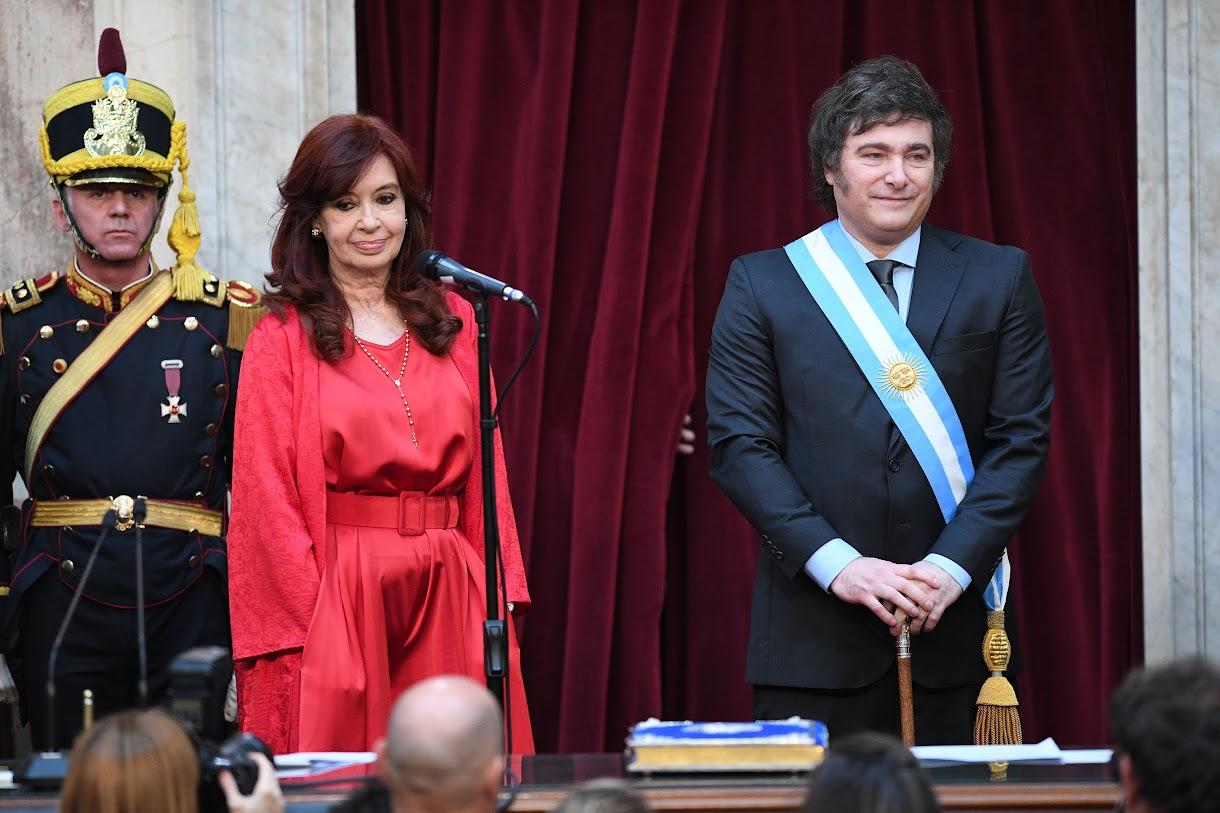
Cristina Fernández de Kirchner y Javier Milei, dos figuras políticas que reaccionaron públicamente al lanzamiento de «Fanático».

Pocas horas después del lanzamiento del sencillo, Javier Milei compartió a través de su cuenta de X un mensaje críptico que decía: «Alguna artista quiere seguir cobrando 300 mil dólares del kirchnerismo. Fin», y diversos usuarios de la red social especularon que se trataba de una referencia directa a Lali. Por otra parte, la cantante enfrentó acusaciones de plagio por parte de los seguidores del presidente argentino, quienes afirmaron que su trabajo se parecía a «So What» de Pink, lanzado en 2008 como parte del álbum Funhouse. El periódico Urgente 24 realizó un estudio comparativo entre las dos canciones y concluyó que no hay coincidencias melódicas. Asimismo, se destacaron las diferencias evidentes en la temática, la composición, el ritmo, el tiempo y la progresión armónica.
Posteriormente, durante una entrevista televisiva, el vocero presidencial de Milei, Manuel Adorni, se le preguntó sobre el video de la canción «Fanático». Aunque admitió no haberlo visto antes, expresó su desagrado por el estilo musical, calificándolo como «música que no me gusta» y «un estilo que aborrezco». Sin embargo, reconoció a Lali como una artista de «primera línea».
El 17 de noviembre de 2024, Cristina Fernández de Kirchner, expresidente de Argentina y líder de la oposición del gobierno de Milei, utilizó y cantó «Fanático» en su ingreso al escenario durante un acto en Santiago del Estero, donde se celebraba el día de la militancia peronista y su primera actividad política en el interior del país después de ser proclamada presidenta del Partido Justicialista (PJ). El 23 del mismo mes, Kirchner repitió un gesto en la Universidad Nacional de Rosario, donde participó en el cierre del Encuentro Nacional de Salud.

## Premios y nominaciones
En la 27.ª edición de los Premios Gardel, «Fanático» resultó ganadora en las tres categorías para las que fue nominada. La canción obtuvo el galardón a la canción del año, lo que convirtió en la primera artista en ganar esta categoría cuatro veces. Además, ganó a mejor videoclip corto, marcando su tercera victoria consecutiva en esta categoría, después de «Disciplina» (2023) y «¿Quiénes Son?» (2024), lo que la convierte en la artista con mayor cantidad de victorias en esta categoría para cualquier otro artista. El sencillo también se llevó el premio a la mejor canción pop, lo que elevó a trece el total obtenidos por la artista en su carrera. Con este logro, Lali igualó a Mercedes Sosa como la artista femenina más galardonada en la historia de la premiación.
| Año  | Premiación     | Categoría             | Resultado | Ref.   |
| ---- | -------------- | --------------------- | --------- | ------ |
| 2025 | Premios Gardel | Mejor canción de pop  | Ganador   | [ 92 ] |
| 2025 | Premios Gardel | Mejor videoclip corto | Ganador   | [ 92 ] |
| 2025 | Premios Gardel | Canción del año       | Ganador   | [ 92 ] |

## Presentaciones en vivo
El 13 de octubre de 2024, Lali se presentó en el programa de entrevistas de Susana Giménez, donde realizó la primera interpretación televisiva de «Fanático». La actuación comenzó con un gesto humorístico hacia la presentadora, cuando sonó un teléfono y Lali dijo en broma: «Hola, Susana», haciendo referencia al eslogan icónico del programa. Posteriormente, Lali realizó una coreografía acompañada de sus bailarines en el escenario.

## Créditos y personal
Producción
- Lali: voz, composición, letra
- Martin D'Agosto: composición, letra, coros
- Mauro De Tommaso: composición, letra, producción, guitarra, teclados
- Federico «Don» Barreto: composición, letra, producción, teclados
- Isabela Teran Lieban: composición, letra
- Juan Giménez Kuj: composición, letra, guitarra, teclados
- Guillermo Salort: batería
- Sebastián Cavalletti: editor de batería

Técnico
- Mauro De Tommaso: ingeniero de grabación
- Federico «Don» Barreto: ingeniero de grabación
- Nicolás Parker: ingeniero de grabación
- Dave Kutch: ingeniero de masterización
- Brian Taylor: ingeniero de mezcla

Fuente: Tidal.

## Posicionamiento en listas

### Semanales
| País      | Lista                 | Mejor posición |
| 2024      | 2024                  | 2024           |
| --------- | --------------------- | -------------- |
| Argentina | Ranking Semanal CAPIF | 5              |
| Argentina | Argentina Hot 100     | 5              |